# Georg Brandes
Georg Morris Cohen Brandes (4 de fevereiro de 1842 - 19 de fevereiro de 1927) foi um crítico e estudioso dinamarquês que influenciou muito a literatura escandinava e europeia da década de 1870 até a virada do século XX. Ele é visto como o teórico por trás da "Revolução Moderna" da cultura escandinava. Aos 30 anos, Brandes formulou os princípios de um novo realismo e naturalismo, condenando a escrita hiperestética e também a fantasia na literatura. Seus objetivos literários foram compartilhados por alguns outros autores, entre eles o dramaturgo "realista" norueguês Henrik Ibsen.
Quando Georg Brandes deu uma série de palestras em 1871 com o título "Principais correntes da literatura do século 19", ele definiu a Revolução Moderna e deu início ao movimento que se tornaria o Radicalismo Cultural. Em 1884, Viggo Hørup, Georg Brandes e seu irmão Edvard Brandes iniciaram o jornal diário Politiken com o lema: "O jornal de maior iluminação". O jornal e seus debates políticos levaram a uma divisão do partido liberal Venstre em 1905 e criaram o novo partido Det Radikale Venstre.

## Legado
Brandes é uma das inspirações mais influentes da cultura dinamarquesa, igual a Holberg, Grundtvig e Ansgar. Entre seus apoiadores, o trabalho de Brandes era visto como um libertador de normas repressivas, autoridade e hipocrisia, e ele serviu de inspiração para muitos escritores contemporâneos. Por outro lado, os círculos conservadores o condenaram como um blasfemador imoral, antipatriótico e subversivo; como ele se tornou o eixo da crítica contra a modernidade em sua totalidade. Ao mesmo tempo, alguns socialistas criticaram suas atitudes elitistas, enquanto algumas feministas têm considerado sua atitude de igualdade sexual como sendo inconsequente.
Seu irmão Edvard (1847–1931), também um crítico conhecido, foi autor de várias peças e de dois romances psicológicos: A Politician (1889) e Young Blood (1899). Ele se tornou uma figura política proeminente do partido Det Radikale Venstre.

## Citações
- "Seria tão impossível para mim atacar o Cristianismo quanto seria impossível para mim atacar lobisomens".[4]
- "Fiquei muito surpreso quando Mill me informou que não havia lido uma linha de Hegel, nem no original nem na tradução, e considerava toda a filosofia hegeliana um sofisma estéril e vazio. Eu confrontei isso mentalmente com a opinião do homem na Universidade de Copenhagen que melhor conhecia a história da filosofia, meu professor, Hans Brochner, que não sabia, por assim dizer, nada da filosofia contemporânea inglesa e francesa, e não achava que valia a pena estudar. Cheguei à conclusão de que aqui estava uma tarefa para quem entendia os pensadores das duas direções, que não se entendiam mutuamente. Achei que também na filosofia eu sabia o que queria e vi um caminho aberto à minha frente".
  - Reminiscences of my Childhood and Youth (1906), pp. 276–277
- “[do comportamento de Kierkegaard em relação a sua ex-noiva Regine] Não há a menor razão para condená-lo, mas todos os telefonemas para tentar entendê-lo”. “[Kierkegaard é] o mistério, o grande mistério”.[5]

## Livros
- The Atlantic Monthly, Vol 37, 1876 «Recent Literature. Brandes pp. 505, 755–758»
- Georg Brandes, 1880 «Lord Beaconsfield; a study»
- Georg Brandes, 1886 «Eminent authors of the nineteenth century. Literary portraits»
- Georg Brandes, 1879 «Sören Kierkegaard: Ein literarisches Charakterbild (German translation available)»
- Georg Brandes, 1899 «Henrik Ibsen: Critical Studies.»
- Georg Brandes, 1889 «Impressions of Russia»
- Georg Brandes, 1898 «William Shakespeare: A Critical Study Vol. 1», «Vol. 2», «Vol. 3»
- Georg Brandes, 1906 «Main Currents in Nineteenth Century Literature, Vol. 1»,«Vol. 2», «Vol. 3», «Vol. 4», «Vol. 5», «Vol. 6»
- Georg Brandes, 1901–06 «Main Currents in Nineteenth Century Literature, Vol. 1–6»
- Georg Brandes, 1906 «Reminiscences of my childhood and youth»
- Georg Brandes, 1908 «Anatole France»
- Georg Brandes, 1915 «Friedrich Nietzsche»
- Georg Brandes, 1915 «Wolfgang Goethe Vol. 1», «Vol. 2»
- Georg Brandes, 1917 «The World at War»
- The Return of Georg Brandes The New Republic Volume 31, The Republic Pub. Co., 1922 p. 44–47 Recuperado em 15/01/2012
- Julius Moritzen 1922 «Georg Brandes in Life and Letters»